# 경주 황남동 효자 손시양 정려비
경주 황남동 효자 손시양 정려비(慶州 皇南洞 孝子 孫時揚 旌閭碑)는 대한민국 경상북도 경상북도 경주시 황남동에 있는 고려시대의 비문이다. 1963년 1월 21일 대한민국의 보물 제68호로 지정되었다.

## 개요
정려비란 충신이나 효자, 열녀 등을 기리고자 그들이 살았던 고을에 세운 비를 말한다. 이 비는 고려시대 사람인 손시양의 효행을 표창하는 정문(旌門)을 설치하게 된 내력을 적고 있다.
손시양은 부모가 돌아가신 뒤 각각 3년간 묘소 옆에 막을 지어놓고 곁을 지켰다 한다. 당시 동경유수(東京留守) 채정이 왕에게 그의 효행을 글로 적어 올려 마을에 정문을 세우게 되었다.
비는 비몸만 있을 뿐 아래의 받침돌과 위의 머릿돌은 없다. 고려시대 명종 12년(1182)에 세워진 것으로, 비문은 채정이 지었다. 이 정려비는 고려시대에 건립된 일반적인 비의 형식과 달리 사각기둥 모양으로, 고려시대에 불교와 관련되지 않은 비문으로서 희귀한 자료이다. 길가에 서있던 것을 1977년 받침을 설치하고 보호각을 건립하여 보존하고 있다.

## 참고 자료
- 경주 황남동 효자 손시양 정려비 - 국가유산청 국가유산포털